# Hermann Vogel (illustrateur allemand)
Pour les articles homonymes, voir Hermann et Vogel.
Ne doit pas être confondu avec Hermann Vogel (illustrateur français).

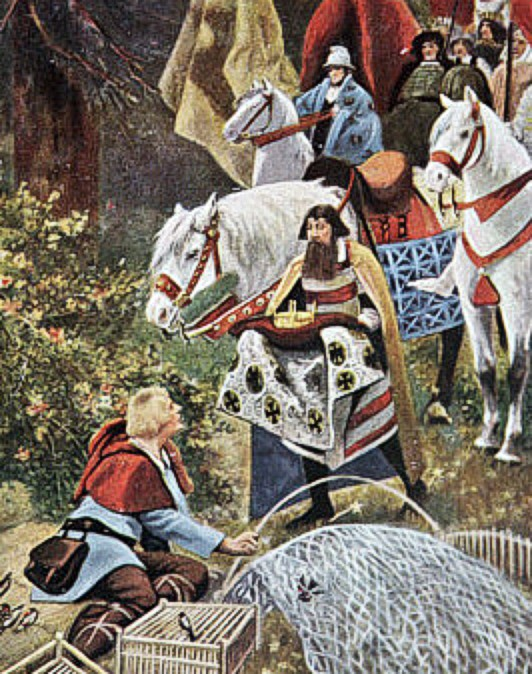
Illustration datant de 1900, représentant Henri Ier de Germanie.

Hermann Vogel (16 octobre 1854 - 22 février 1921) est un illustrateur allemand, né à Plauen, dans le Royaume de Saxe, et mort à Burgstein.

## Biographie
Fils d'un maître bâtisseur, Vogel étudie de 1874 à 1875 à l'académie de l'art de Dresde. Il travaille pour la maison d'édition Braun & Schneider et est un des membres fondateurs de la Deutsche Kunstgesellschaft (l'association d'art allemande). Il contribue également au journal de Julius Lohmeyer (de), Die deutsche Jugend, et à l'hebdomadaire Fliegende Blätter. Vogel suit au début de sa carrière le mouvement nazaréen, tandis que ses dernières réalisations sont du style Biedermeier.
Des illustrations de Vogel apparaissent dans de nombreuses œuvres (Hans Christian Andersen, Johann Karl August Musäus, Gustav Schalk (de)). De 1896 à 1899, le travail de Vogel est réuni en deux volumes. Les volumes 3 et 4 apparaissent respectivement en 1903 et 1908. Il illustre en 1887 une édition de Barbe Bleue, du Conte du genévrier en 1893 et d'Hansel et Gretel en 1894.